# Hoffnungskirche (Dresden)

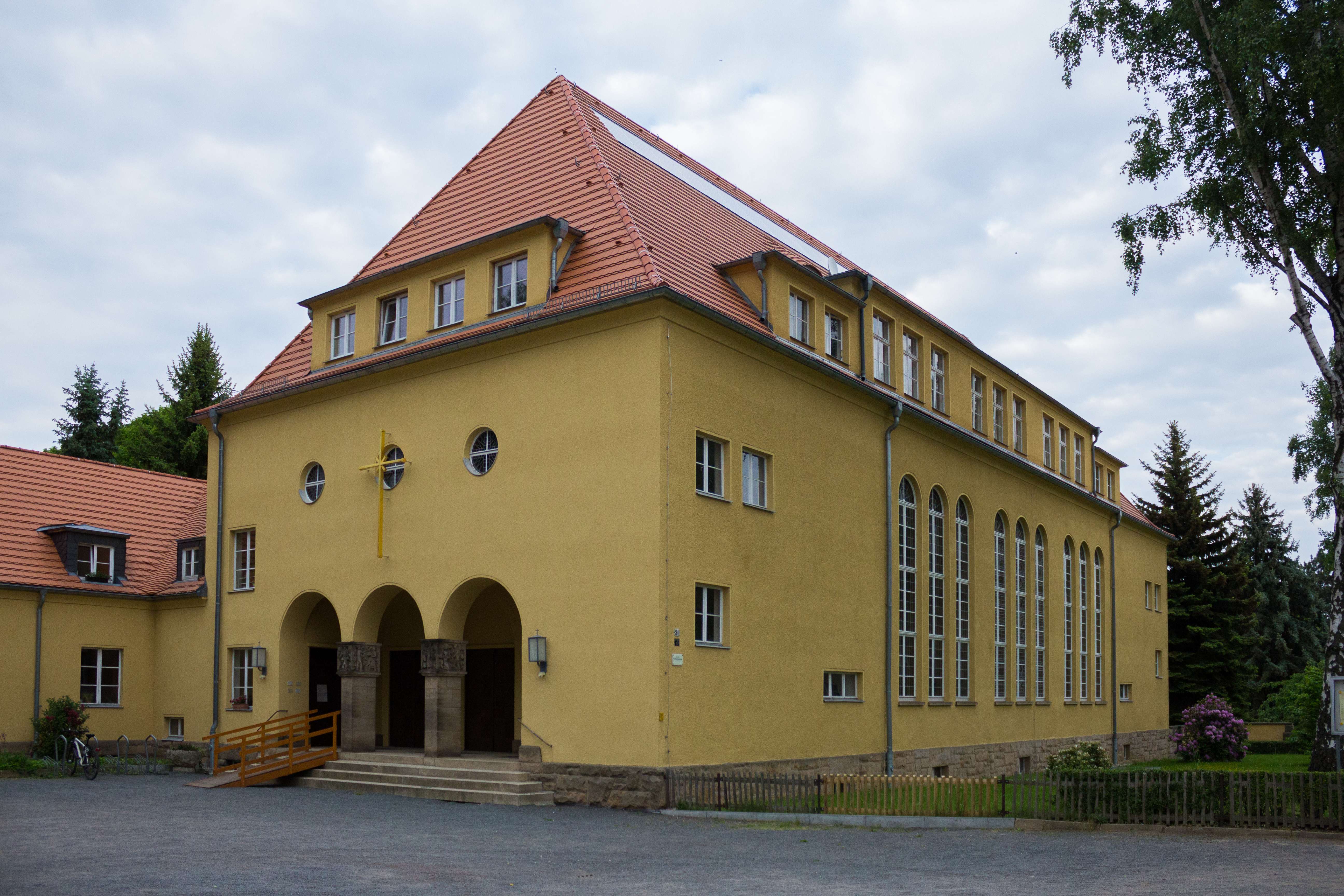
Hoffnungskirche von Südwest

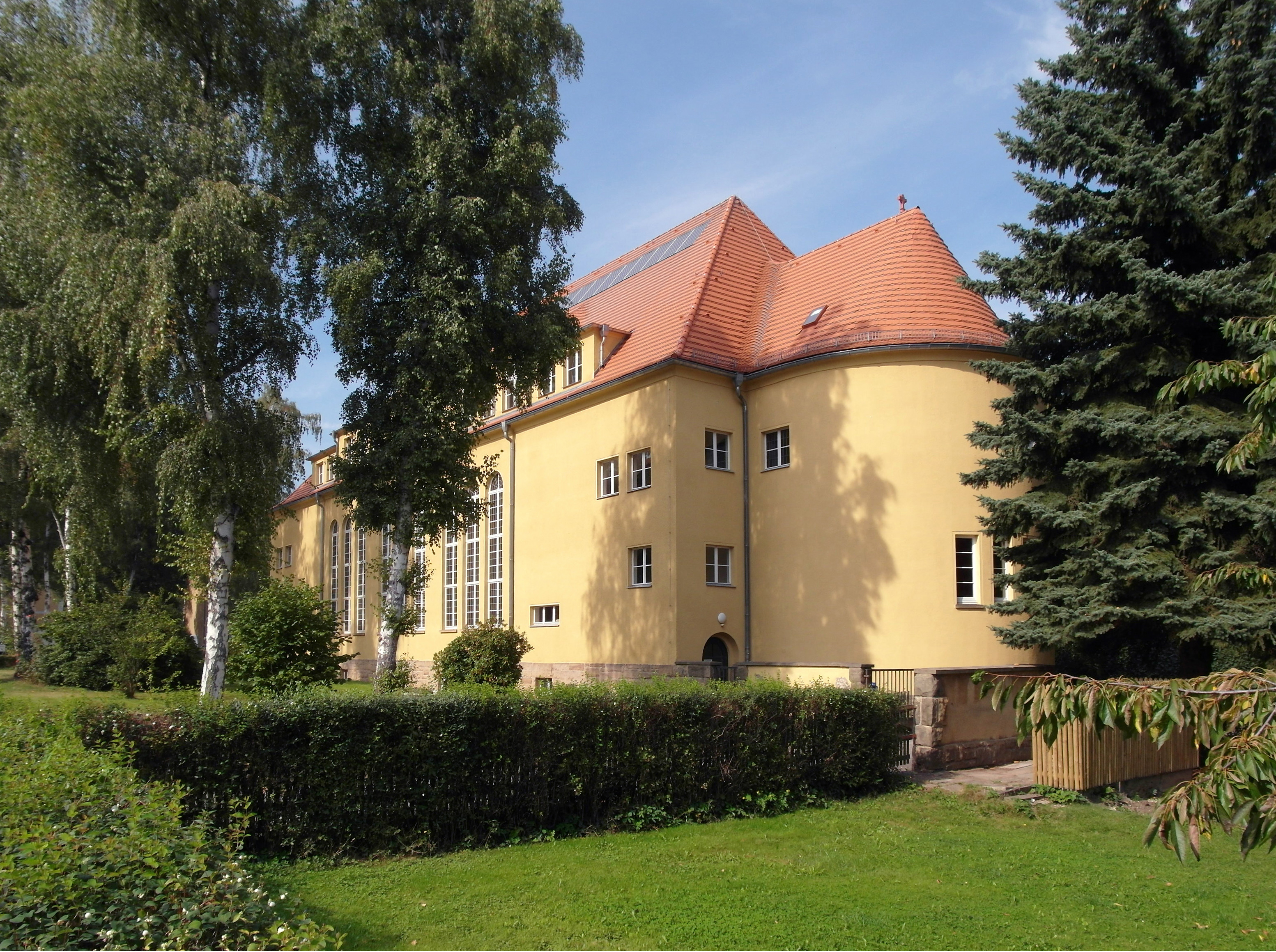
Hoffnungskirche von Südost

Die Hoffnungskirche ist ein evangelisch-lutherischer Kirchbau im Dresdner Stadtteil Löbtau. Errichtet wurde sie 1936 ursprünglich als Gemeindehaus mit einem freistehenden Glockenturm nach Plänen des Architekten Rudolf Kolbe durch die zweite evangelische Kirchgemeinde Löbtaus und befindet sich an der Clara-Zetkin-Straße 30. Neben dem Gemeindehaus der Christuskirche und der Kirche St. Hubertus gehört sie zu den wenigen Sakralbauten Dresdens, die während der NS-Zeit errichtet wurden. Erst 1961 wurden die Kirchbaupläne endgültig aufgegeben und das Gebäude ist seitdem die eigentliche Hoffnungskirche.

## Geschichte der Hoffnungsgemeinde
Pläne zur Ausgliederung einer zweiten Gemeinde in Löbtau bestanden bereits seit etwa 1896. Das schnelle Wachstum der Arbeitervororte Löbtau und Naußlitz begründete die damals beabsichtigte Ausgliederung des südlichen Teiles. 1899 wurde für diese auszugliedernde Gemeinde Bauland an der damaligen Wallwitzstraße erworben.
Die Hoffnungsgemeinde Löbtau ging schließlich am 1. Januar 1915 als selbständige Kirchgemeinde aus der Löbtauer Friedensgemeinde hervor und stand zunächst unter Leitung von Pfarrer Theodor Böhmer (1871–1946, zuvor Pfarrer der Friedensgemeinde), der das Amt des Pfarramtsleiters bis 1935 innehatte.
Da Gelder für den Bau der Kirche mit Gemeinde- und Pfarrhaus durch die Inflation 1923 verloren gingen, konnte erst 1935 mit dem Bau des Gotteshauses begonnen werden. Bis dahin wurden die Andachten in der Aula der benachbarten 35. Volksschule an der Bünaustraße gehalten.
Die Bauvorbereitungen begannen nach verschiedenen Entwürfen bereits 1932. Die Grundsteinlegung für das Gemeindehaus nach Entwürfen des Architekten Kolbe erfolgte am 26. Juni 1935. Im darauf folgenden Jahr wurde das Haus zu Pfingsten (am 30. Mai 1936) durch den damaligen Landesbischof Friedrich Coch geweiht.
Zu dieser Zeit war die Gemeinde gespalten. Pfarrer Johannes Paul gehörte den Deutschen Christen an. Seine Predigten waren von der Weltanschauung der NSDAP geprägt, im Jahre 1941 distanzierte er sich jedoch öffentlich von der NS-Ideologie. Die beiden anderen zur Gemeinde gehörenden Pfarrer Friedrich Schädlich und Erich Sickert waren Mitglieder der Bekennenden Kirche. Daraus resultierende Spannungen führten bis zur Verweigerung der Raumbenutzung und dem Entzug von Schlüsseln, so dass die Friedenskirche den beiden Pfarrern der Bekennenden Kirche Gastrecht für Veranstaltungen gewährte.
Das Gemeindehaus blieb während der Luftangriffe am 13. Februar und 17. April 1945 mit Schäden am Dach und vielen Fenstern erhalten und konnte daher in der Nachkriegszeit den ausgebombten Gemeinden der Umgebung Obdach gewähren, u. a. auch einige Monate des Jahres 1945 dem Dresdner Kreuzchor. Die Beseitigung der Kriegsschäden fand mit der Renovierung des großen Kirchensaals 1961 ihren Abschluss. Im gleichen Jahr feierte die Gemeinde ihr 25. Kirchjubiläum und das Gebäude wird seitdem auch offiziell als Hoffnungskirche bezeichnet.
1999 schlossen sich beide Gemeinden im Zuge innerkirchlicher Umstrukturierungen wieder zusammen. Seitdem finden die Gottesdienste der Gemeinde Friede und Hoffnung abwechselnd in der Friedenskirche und Hoffnungskirche statt.

## Beschreibung

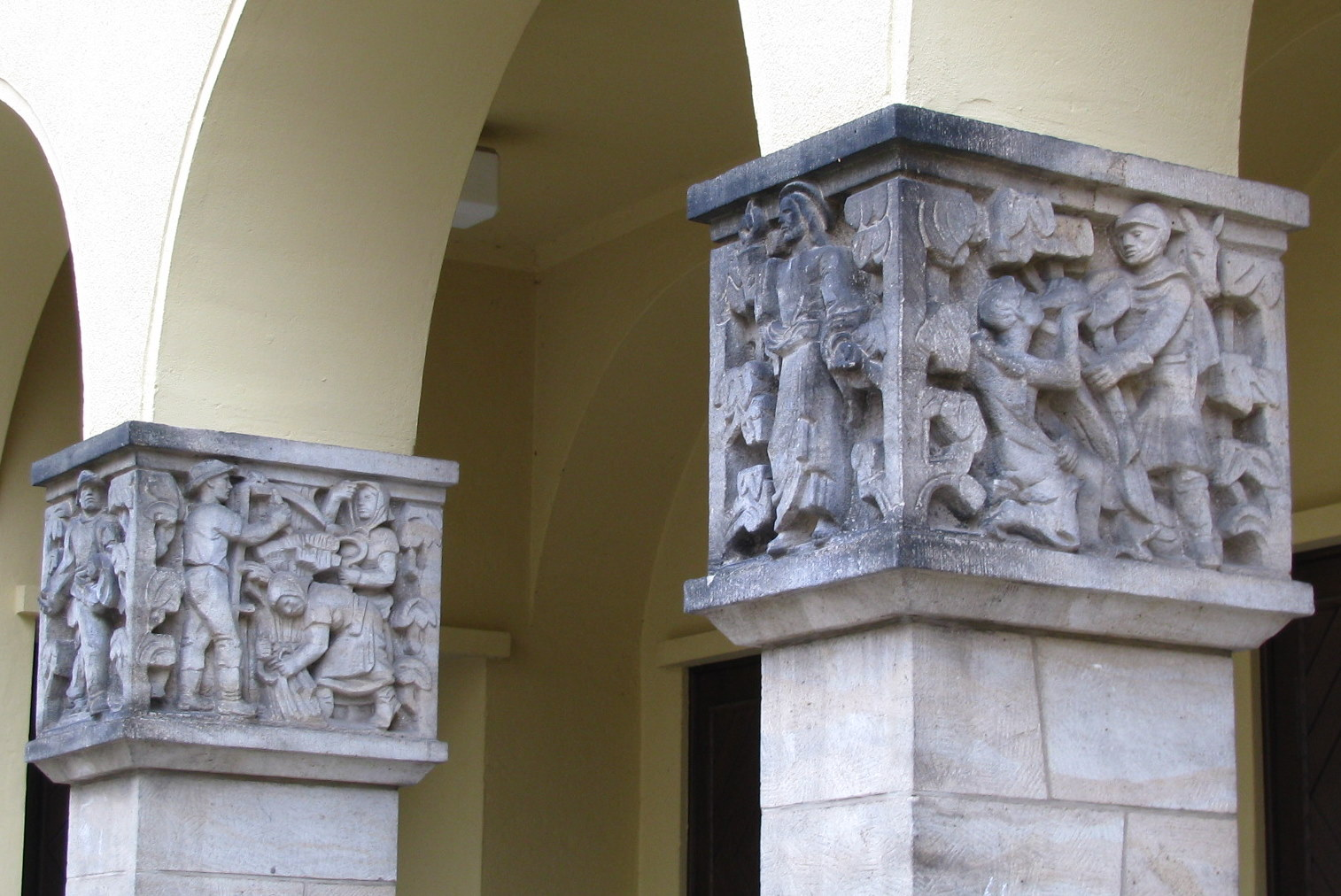
Figurenkapitelle im Eingangsbereich

Der schlichte Bau der Hoffnungskirche hat einen fünfhundert Personen fassenden Saal und verschiedene Räume für die kirchliche Arbeit. Der ursprünglich geplante Bau einer „richtigen“ Kirche und eines Pfarrhauses war zunächst aus finanziellen Gründen nicht möglich. Später verhinderten der frühe Tod Kolbes und der beginnende Zweite Weltkrieg den Bau einer eintausendzweihundert Personen fassenden Kirche mit hohem Turm auf dem Nachbargrundstück und wurde in der Nachkriegszeit schließlich endgültig aufgegeben.
Der Bau besteht aus zwei Teilen: Einem eingeschossigen Verwaltungstrakt und dem eigentlichen Gemeindebereich. ist verputzt, womit „Zweckmäßigkeit und schlichte Einfachheit“ das Gebäude prägen. Baulich bemerkenswert sind einerseits das hohe Satteldach, andererseits der Eingangsbereich des Hauses: Drei Rundbögen ruhen auf Sandsteinkapitellen und darunter befindlichen Pfeilern. Die Kapitelle zeigen figürliche Darstellungen wie Menschen bei der Arbeit und biblische Themen. Der rechteckige Vorplatz war ursprünglich als Weiheplatz seitens der Deutschen Christen vorgesehen.

## Ausstattung

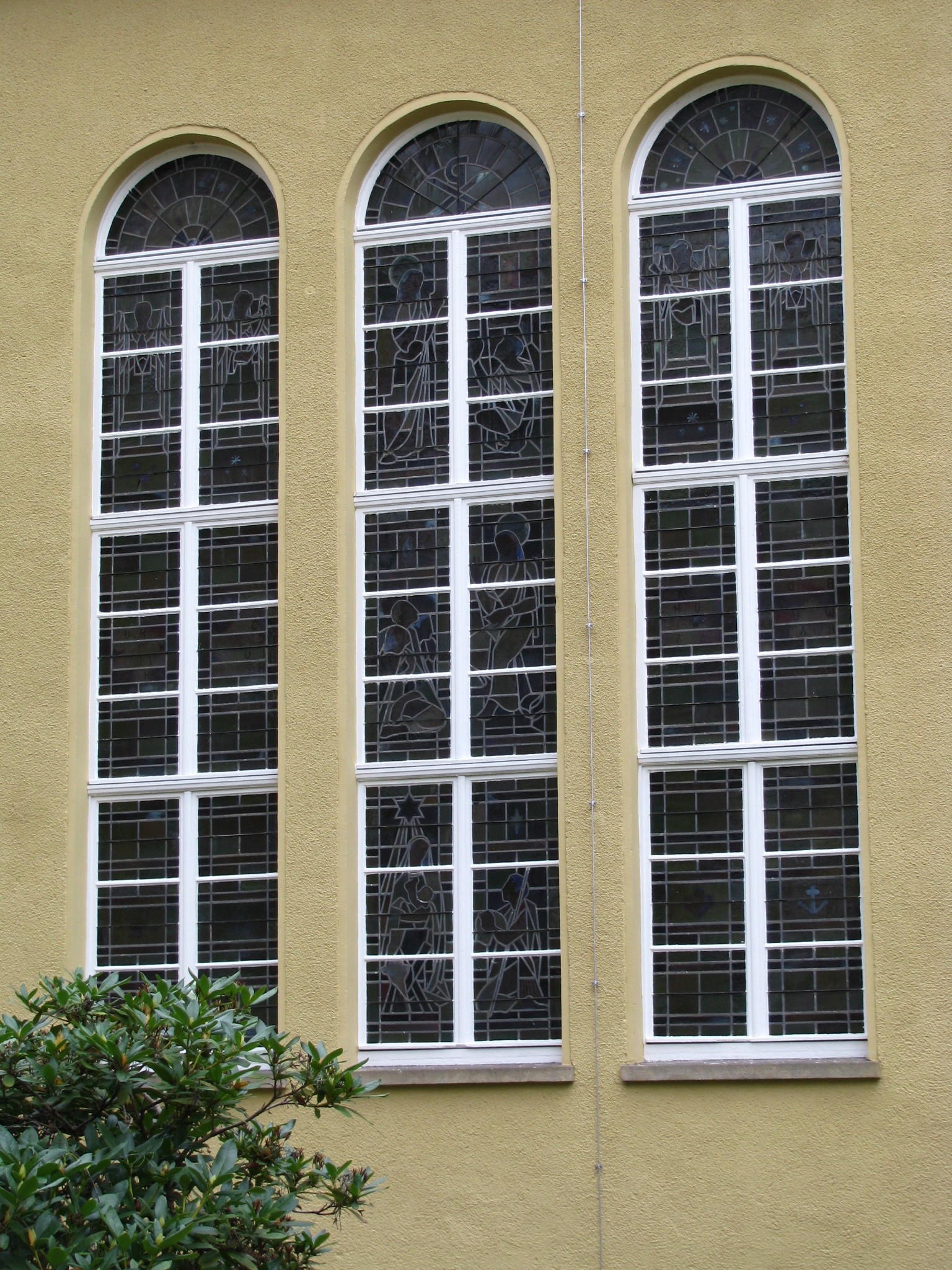
Bleiglasfenster der Südfassade

Der Kirchensaal wird durch breite Fensterwände auf der Süd- und Nordseite bestimmt. Bemerkenswert ist auch die Trägerkonstruktion des Saalbaus, die innen liegende Stützen unnötig macht.
Das farbig gestaltete Kreuz aus dem Jahr 1965 stammt von Elly-Viola Nahmmacher. Da die ursprünglichen Buntglasfenster im Innenraum 1945 durch den Luftdruck bei den Bombenangriffen zerstört wurden, wurden neue Fenster nach Entwürfen Helmar Helas’ gefertigt, zunächst 1947 für die zum Annenfriedhof gewandte und 1953 für die zur Straße gewandte Südseite. Hintergrund für den langen Zeitraum war, dass Fensterglas, das aus Spenden der Gemeindeglieder finanziert wurde, was durch das Verbot öffentlicher Sammlungen erschwert war, nach dem Krieg nicht zu bekommen und eine Bleiverglasung wesentlich teurer war.
Die Fenster zeigen Szenen aus dem Leben Jesu und der Passionsgeschichte: Die Fenster auf der Südseite wurden 1947 nach Christus als unsere Hoffnung gestaltet. Engel tragen die Gesichtszüge der Töchter des ersten Pfarrers der Hoffnungskirche, Johannes Böhme (1883–1950). Beide waren am 8. Mai 1945 durch Soldaten der Sowjetarmee vergewaltigt worden und begingen noch am gleichen Tag Suizid. Das Engelmotiv wiederholte Helas 1953 auf der nördlichen Fensterfront.
Mit der Renovierung des Kirchensaals zum 25. Kirchbaujubiläum 1961 wurde dieser ausgemalt, den Entwurf für die Deckengestaltung lieferte ebenfalls Helmar Helas.

## Orgeln
Die Hoffnungskirche besitzt zwei Jehmlich-Orgeln von 1936 und 1986, wobei erstere 24 Register und mehr als 1300 Pfeifen hat.
Disposition der Jehmlich-Orgel (1936)
| I Hauptwerk C–f3    |       |
| Prinzipal           | 8′    |
| Quintadena          | 8′    |
| Oktave              | 4′    |
| Gemshorn            | 4′    |
| Oktave              | 2′    |
| Sesquialtera 2-fach |       |
| Mixtur 3-fach       | 1 ⁄3′ |

| II Schwellwerk C–f3 |        |
| Bordun              | 16′    |
| Singend Gedackt     | 8′     |
| Salicional          | 8′     |
| Prinzipal           | 4′     |
| Blockflöte          | 4′     |
| Spitzquinte         | 2 ⁄3′  |
| Nachthorn           | 2′     |
| Terz                | 1 3⁄5′ |
| Sifflöte            | 1′     |
| Zimbel 3-fach       |        |
| Krummhorn           | 8′     |

| Pedal C–f1 |     |
| Gedacktbaß | 16′ |
| Subbaß     | 16′ |
| Violon     | 16′ |
| Salicetbaß | 8′  |
| Oktavbaß   | 8′  |
| Choralbaß  | 4′  |

- Koppeln: II/I, Suboktav II/I, I/P, II/P
- Spielhilfen: 2 freie Kombinationen 2′, Tutti, Crescendo, Rohrwerke ab

## Glocken

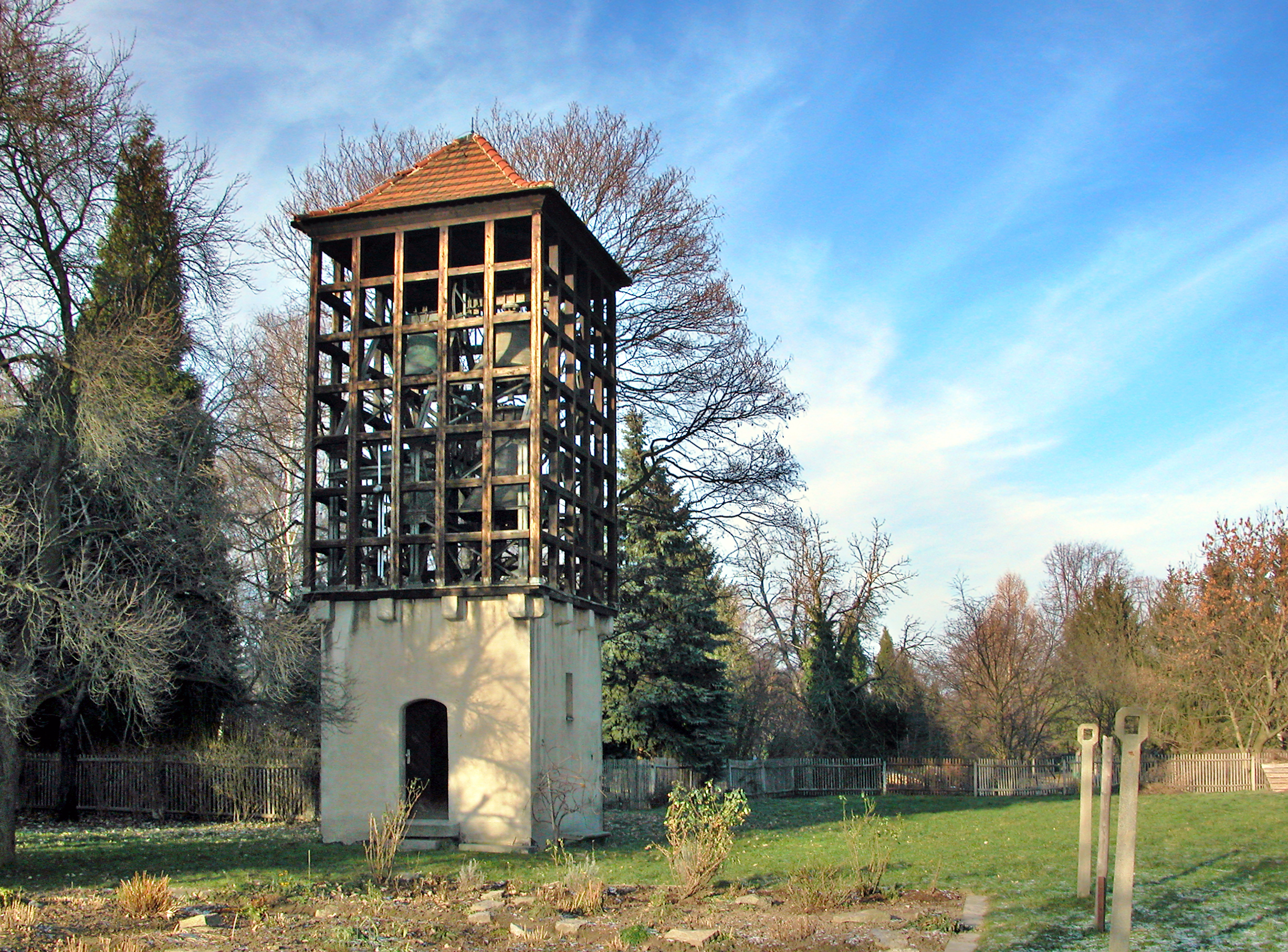
Freistehender hölzerner Glockenturm am Friedhof

Ursprünglich wurden vier Bronzeglocken in Dresden in Auftrag gegeben. Der Guss misslang aber und so wurde in Apolda ein Ersatzgeläut gegossen. Drei Glocken wurden am 4. Mai 1937 geliefert und am 9. Mai geweiht.  Sie wurden in einem holzverkleideten Glockenstuhl aus Stahl im Garten aufgehängt. Während des Krieges (1941) mussten die zwei großen Glocken abgeliefert werden, so dass nur die kleinste Glocke erhalten blieb. Sie wird heute ausschließlich allein, z. B. als Taufglocke, geläutet.
Das jetzige Geläut der Hoffnungskirche im freistehenden hölzernen Glockenturm wird durch drei Stahlglocken der Johanneskirche (deren Bergung in den 1950er Jahren durch den Einsatz Pfarrer Rudolf Böhmes, der zuvor der Johannesgemeinde vorstand, und der Beräumung des Schutts vor dem Glockenturm durch Gemeindemitglieder ermöglicht wurde) und der verbliebenen kleinen Bronzeglocke gebildet.
Ein Blitzschlag 2017 beschädigte den Glockenturm, sodass die Glocken bis auf Weiteres nicht geläutet werden konnten. Am 7. Juli 2019 konnte der Turm nach einer Sanierung wieder feierlich eröffnet werden.